# Nomioides gussakovskiji
Nomioides gussakovskiji là một loài Hymenoptera trong họ Halictidae. Loài này được Blüthgen mô tả khoa học năm 1933.